# تایگا
تایگا (به روسی: тайга́) یا جنگل شمالی یا جنگل‌های مخروطیان شمالی در جغرافیا به مناطقی گفته می‌شود که در آنها میانگین دما در مدت یک تا سه ماه بیش از ده درجه می‌باشد، زمین همیشه نمناک است و جنگل‌های گسترده سوزنی‌برگ در آنجا وجود دارد. در تایگا همچنین کمی کشاورزی انجام می‌گیرد، دست کم در مدت شش ماه سال میانگین دما کمتر از صفر و فصل رویش گیاهان کمتر از سه ماه است.
ناحیه تایگا در جنوب نواحی توندرا قرار گرفته است. زیست‌بوم تایگا با حدود ۳۳٪ پوشش، از گسترده‌ترین زیست‌بوم‌های دارای پوشش جنگلی و گیاهی زمینی در جهان است و پس از آن زیست‌بوم جنگل معتدله با ۲۵٪ پوشش قرار گرفته است بسته به نوع کلی تعریف زیست‌بوم خاکی یا زمینی، همچنین می‌تواند از دیدگاه وسعت به عنوان دومین (پس از مناطق خشک بیابانی) در نظر گرفته شود. تایگا بالغ بر ۱۷ میلیون کیلومتر مربع (۶٫۶ میلیون مایل مربع) از مساحت زمین را دربر گرفته است. تایگا همچنین از منابع اصلی اکسیژن جهان است. بیشتر این زیست‌بوم در کشور کانادا و روسیه قرار گرفته است. زیست‌بوم تایگا از گسترده‌ترین زیست‌بوم‌هاست و در شمال قاره‌های آسیا، اروپا و آمریکا شمالی گسترش یافته است. میانگین بارندگی بین ۲۵۰ تا ۵۰۰ میلی‌متر و زمین همیشه مرطوب است. تقریباً تمام جنگل‌های کشور کانادا از نوع تایگا است. درختان این ناحیه مانند کاج و سرو همیشه سبزند و برگ‌ریزان ندارند.

## خاک
خاک مناطق تایگا جوان و فاقد مواد مغذی برای رشد بهتر است. لایه‌های عمیق خاک، برخلاف جنگل برگ‌ریز معتدله، مشخصات خاک‌های غنی و ارگانیک‌شده را ندارد به تعبیر دیگر، تقریباً بدون افق خاک است. نازک بودن لایه‌های خاک عموماً به دلیل سرما است که همین موضوع مانع از توسعه خاک و سهولت استفاده گیاهان از مواد مغذی می‌گردد. برگ‌ها و خزه‌های افتاده می‌توانند مدت زمان طولانی در آب و هوای سرد و مرطوب در کف جنگل بمانند. اسیدهای موجود در میوه درختان همیشه‌سبز مانند کاج، خاک را شسته و باعث شکل‌گیری پودزول می‌شوند. از آنجا که خاک به دلیل ریزش کاج درختان همیشه‌سبز اسیدی است، کف جنگل فقط گلسنگ دارد و برخی خزه‌ها نیز بر روی آن رشد می‌کنند.

## حیات‌وحش تایگا
جنگل‌های شمالی تایگا به دلیل شرایط خاص و سختی آب‌ و هوا، از طیف نسبتاً اندکی از حیوانات پشتیبانی می‌کند. تایگا در بخش کشور کانادا شامل ۸۵ گونه پستاندار، ۱۳۰ گونه ماهی و در حدود ۳۲۰۰۰ گونه حشره است.
در این جنگل‌ها، درختان مخروط‌دار مانند کاج، کاج نوئل، نراد (سرده) و شوکران که برخی از آنها برای جوانه‌زنی نیاز به آتش‌سوزی دارند، غالب می‌باشند. علاوه بر پرندگان مهاجری که در جنگل‌های مخروطیان شمالی اقدام به ایجاد لانه می‌کنند، سایر گونه‌ها در تمام طول سال در این جنگل‌ها ساکن هستند. پستانداران این بیوم، متنوع بوده و شامل گوزن شمالی، خرس قهوه‌ای و ببر سیبری می‌باشد. هجوم دوره‌ای حشراتی که از درختان غالب این بیوم تغذیه می‌کنند، می‌تواند منجر به نابودی بخش‌های وسیعی از جنگل‌ها گردد. حشرات در زیست‌بوم تایگا نقش عمده‌ای را ایفا می‌نمایند که از گرده‌افشانی شروع و به تجزیه ترکیبات باقی‌مانده ختم می‌گردد که همین موارد بخش مهمی از چرخه مواد غذایی محسوب می‌گردد. تعدادی از پستانداران بزرگ گیاهخوار همانند موس و گوزن شمالی یا کاریبو به وفور در این زیست‌بوم یافت می‌شوند. در مناطق نزدیک به مرزهای جنوبی‌تر شامل گونه‌های دیگری همانند واپیتی و شوکا می‌باشد. ...

## نگارخانه

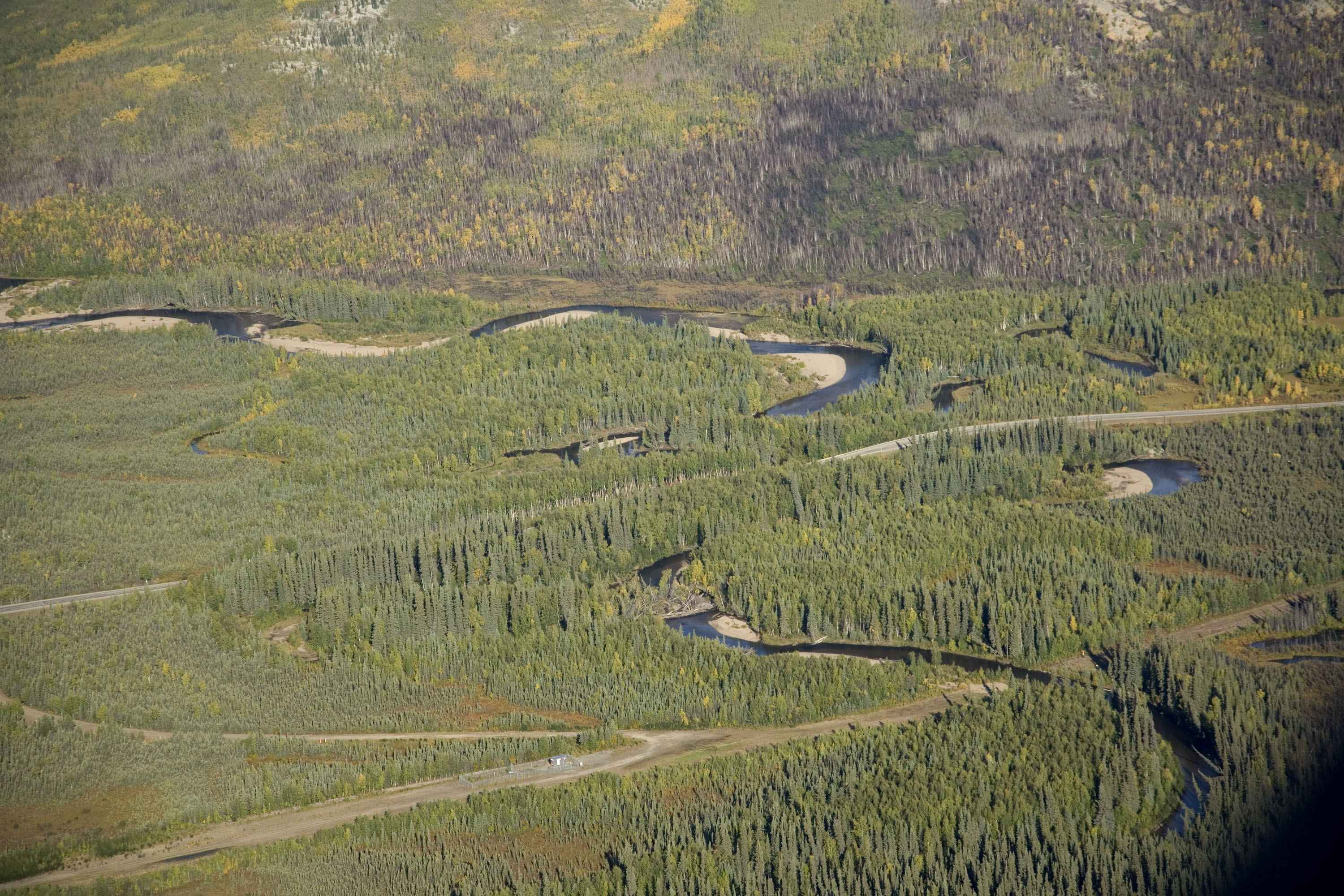
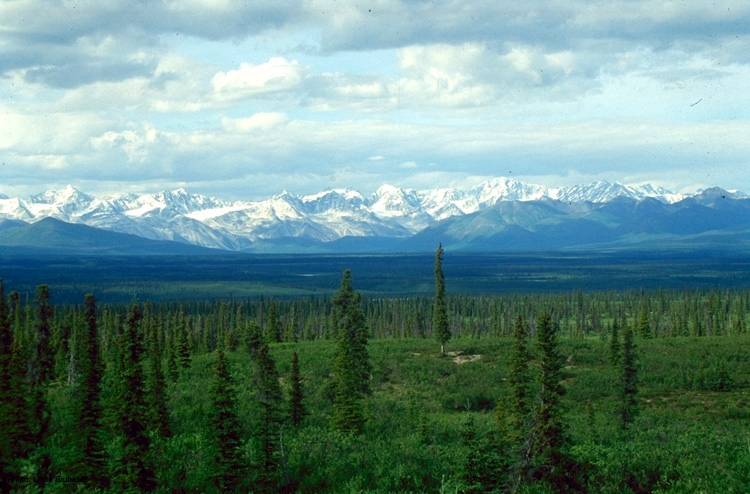
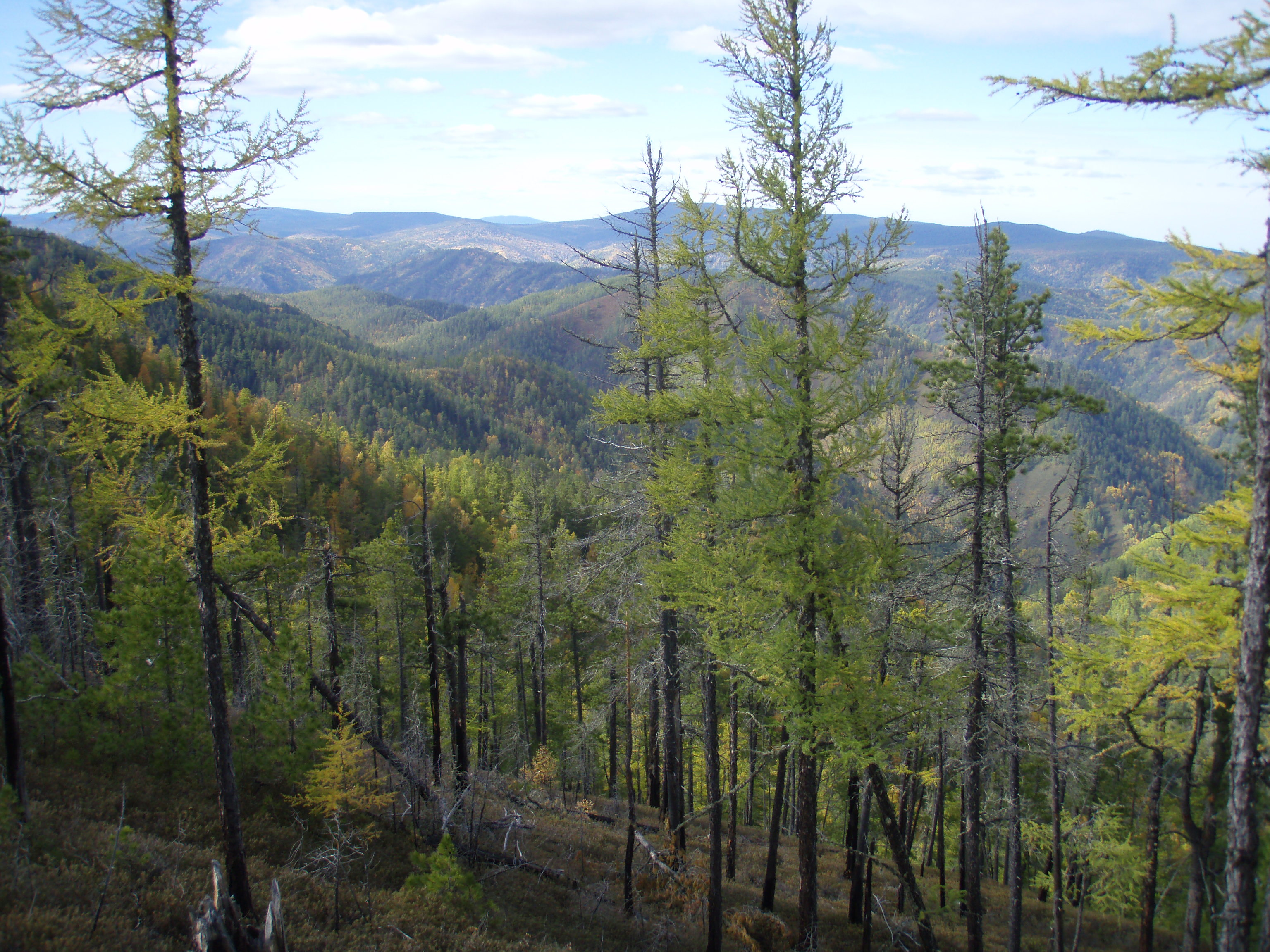
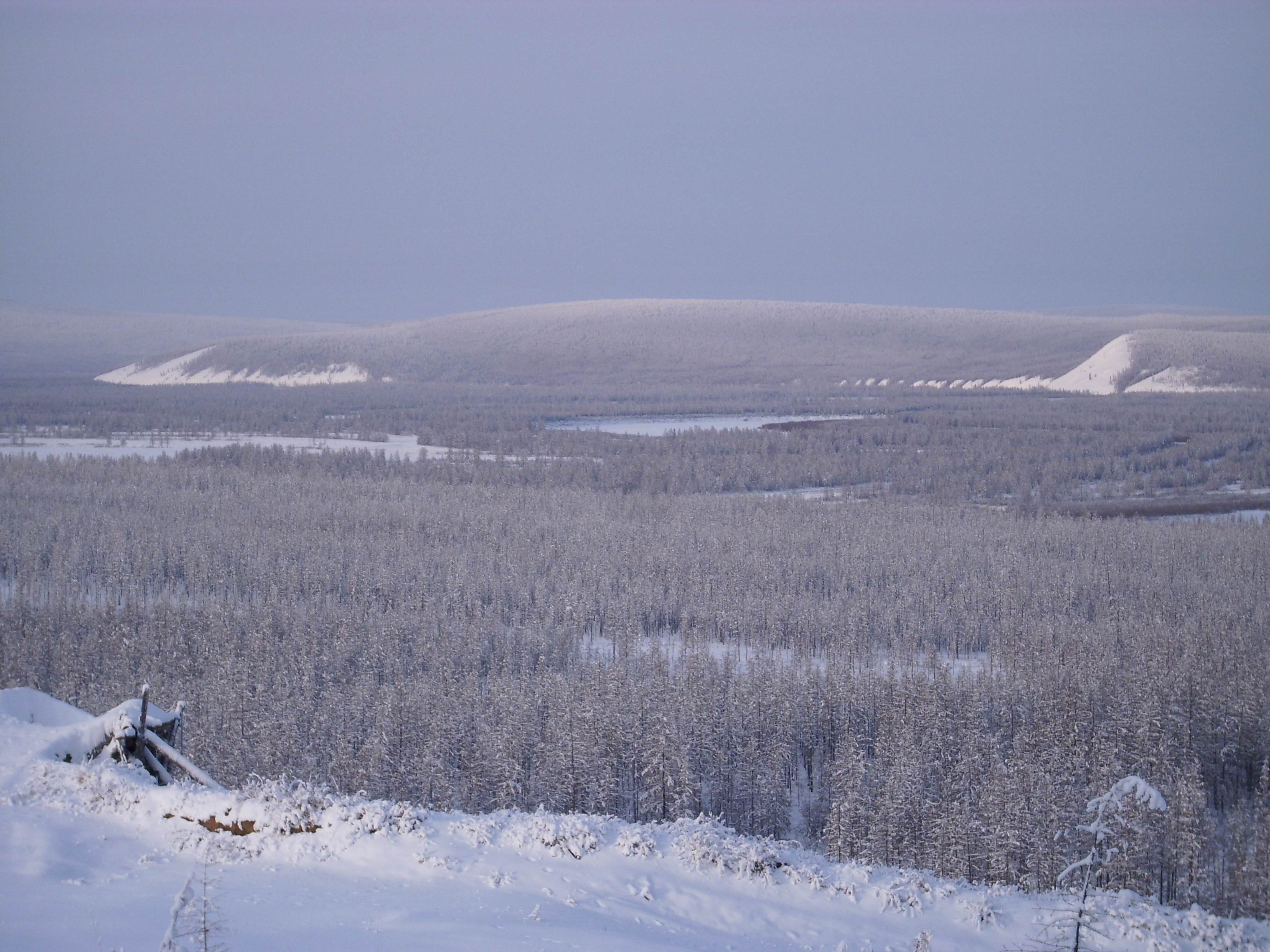
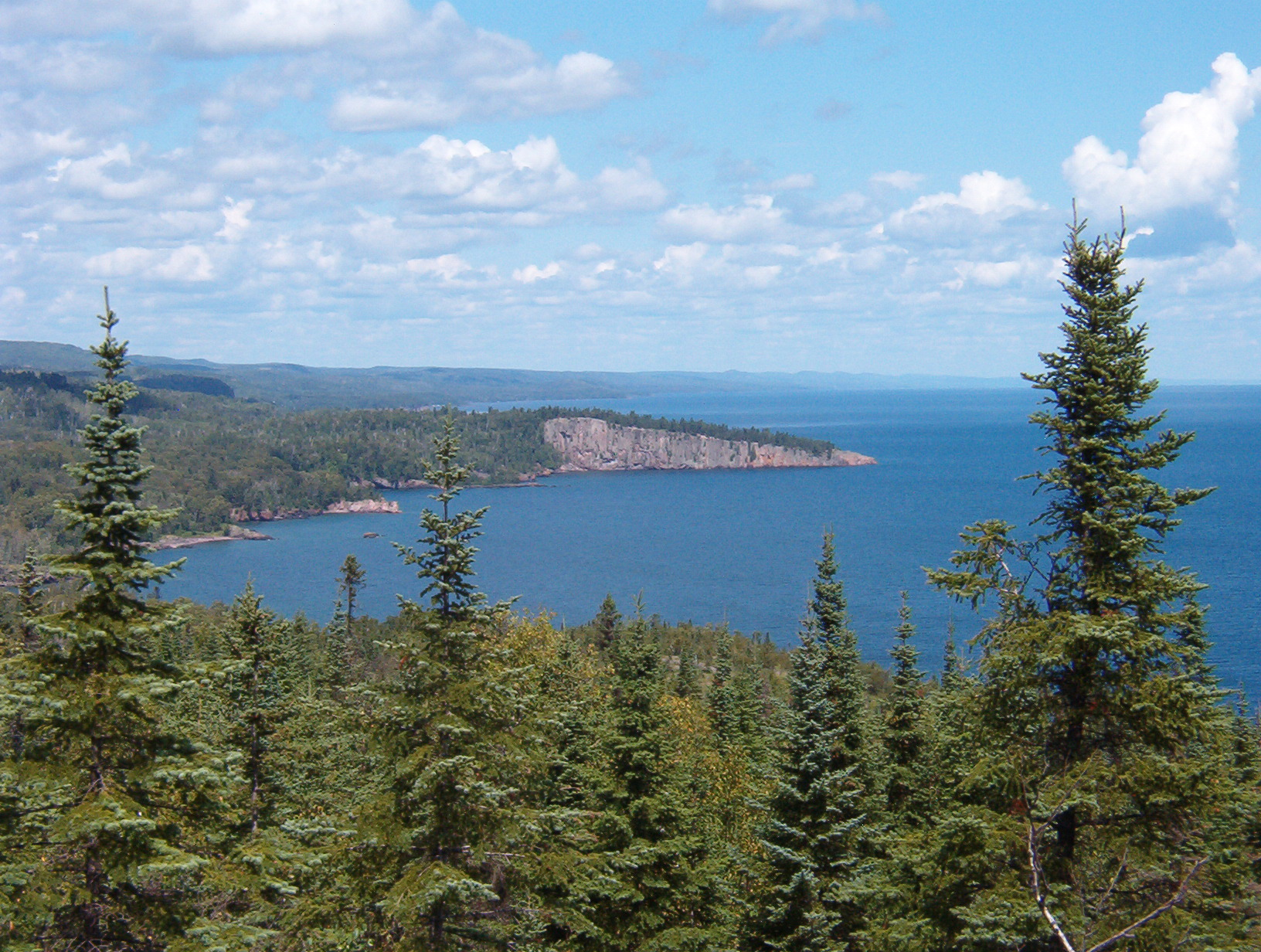

## بوم‌ناحیه‌های تایگا
| بوم‌ناحیه‌های تایگا/جنگل‌های شمالی قلمرو دیرین‌شمالگان | بوم‌ناحیه‌های تایگا/جنگل‌های شمالی قلمرو دیرین‌شمالگان |
| -------------------------------------------------- | -------------------------------------------------- |
| تایگای سیبری شرقی                                  | روسیه                                              |
| Iceland boreal birch forests and alpine tundra     | ایسلند                                             |
| Kamchatka–Kurile meadows and sparse forests        | روسیه                                              |
| Kamchatka–Kurile taiga                             | روسیه                                              |
| Northeast Siberian taiga                           | روسیه                                              |
| Okhotsk–Manchurian taiga                           | روسیه                                              |
| Sakhalin Island taiga                              | روسیه                                              |
| تایگای اسکاندیناوی و روسیه                         | فنلاند، نروژ، روسیه، سوئد                          |
| Trans-Baikal conifer forests                       | مغولستان، روسیه                                    |
| Urals montane tundra and taiga                     | روسیه                                              |
| تایگای سیبری غربی                                  | روسیه                                              |

| بوم‌ناحیه‌های تایگا/جنگل‌های شمالی قلمرو نوشمالگان | بوم‌ناحیه‌های تایگا/جنگل‌های شمالی قلمرو نوشمالگان |
| ----------------------------------------------- | ----------------------------------------------- |
| Alaska Peninsula montane taiga                  | ایالات متحده آمریکا                             |
| Central Canadian Shield forests                 | کانادا                                          |
| Cook Inlet taiga                                | ایالات متحده آمریکا                             |
| Copper Plateau taiga                            | ایالات متحده آمریکا                             |
| Eastern Canadian forests                        | کانادا                                          |
| Eastern Canadian Shield taiga                   | کانادا                                          |
| Interior Alaska–Yukon lowland taiga             | کانادا، ایالات متحده آمریکا                     |
| Mid-Continental Canadian forests                | کانادا                                          |
| Midwestern Canadian Shield forests              | کانادا                                          |
| Muskwa–Slave Lake forests                       | کانادا                                          |
| جنگل‌های کوهستان نیوفاندلند                      | کانادا                                          |
| Northern Canadian Shield taiga                  | کانادا                                          |
| Northern Cordillera forests                     | کانادا                                          |
| Northwest Territories taiga                     | کانادا                                          |
| South Avalon–Burin oceanic barrens              | کانادا، فرانسه (سن-پیر و میکلون)                |
| Southern Appalachian spruce–fir forest          | ایالات متحده آمریکا                             |
| Southern Hudson Bay taiga                       | کانادا                                          |
| جنگل‌های خشک داخلی یوکان                         | کانادا                                          |